# Horse Grenadier Guards

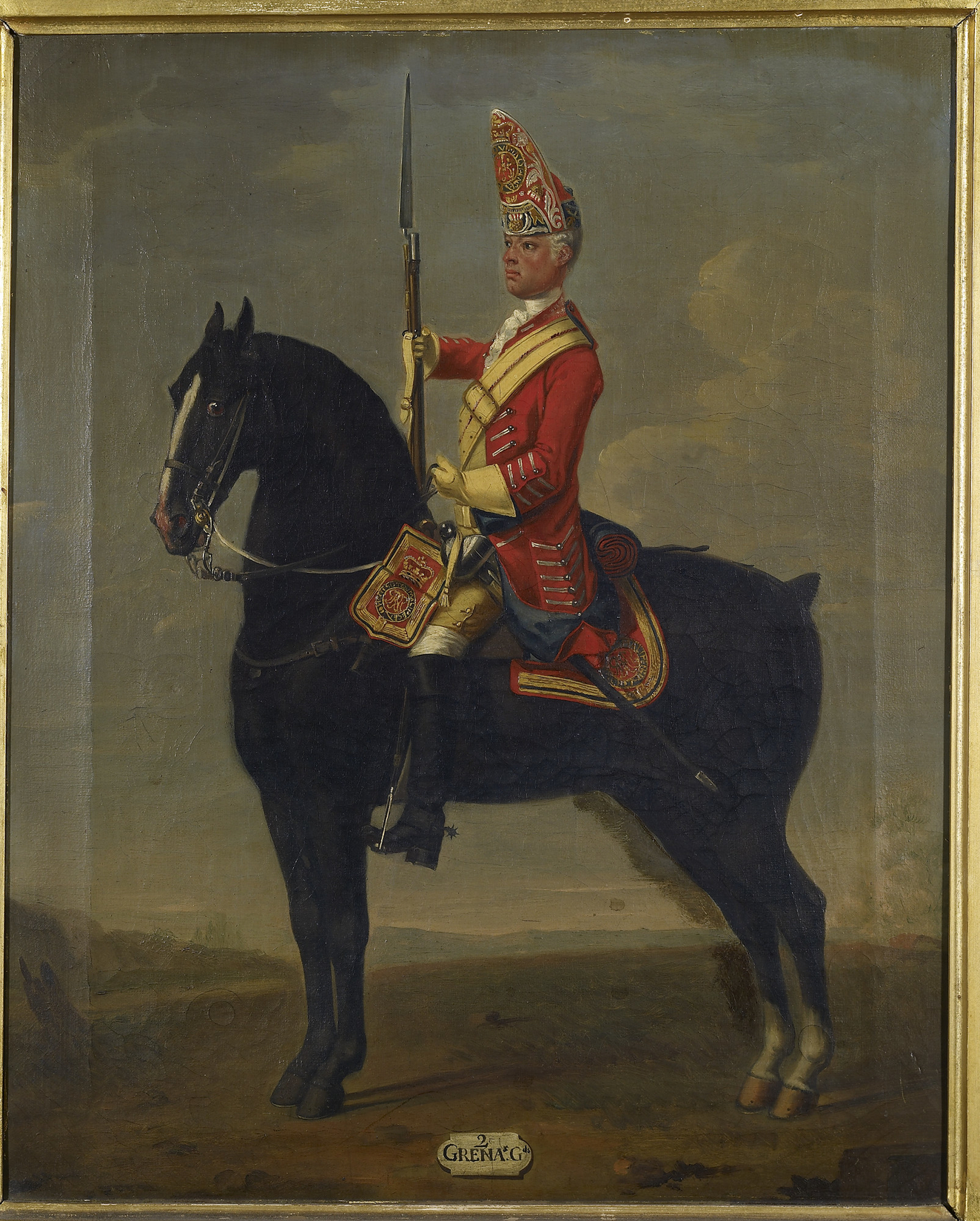
Private des 2nd Troop of Horse Grenadier Guards, um 1750

Als Horse Grenadier Guards bezeichnete man mehrere Troops der Gardekavallerie der britischen Armee, die zwischen 1658 und 1788 bestanden und die dazu bestimmt waren, im Kampf Handgranaten einzusetzen.

## Geschichte
Grenadiere, speziell im Tragen und Einsatz von Handgranaten ausgebildete Soldaten, erschienen erstmals 1677 in der britischen Armee. Aufgrund des Gewichts der zusätzlichen Ausrüstung, die sie trugen, wurden üblicherweise besonders große und starke Soldaten als Grenadiere ausgewählt. Ihr Einsatz wurde 1678 in der britischen Armee allgemein üblich, als aus jedem Infanterieregiment eine Kompanie ausgewählt und zu Grenadieren ausgebildet wurde. Zu dieser Zeit wurden auch Horse Grenadier Guards als berittene Gardegrenadiere, nach dem Vorbild der 1676 aufgestellten Grenadiers à cheval der französischen Armee, erstmals aufgestellt.
Die Horse Grenadier Guards waren zunächst Teil der bestehenden Troops of Horse Guards. Im Gegensatz zu den übrigen Soldaten dieser Troops, die ausschließlich aus der Gentry stammten, wurden die Horse Grenadier Guards wie der Rest der britischen Armee auch aus nichtadligen Gesellschaftsschichten rekrutiert. 1680 wurden die Horse Grenadier Guards aufgrund von antimilitaristischen Protesten im Kontext der fingierten Papisten-Verschwörung kurzzeitig aufgelöst. König Karl II. setzte sie bereits 1683 wieder ein. Mit der Exclusion Bill versuchte das Parlament, das stehende Heer aufzulösen und die Miliz vom Kommando des Königs zu trennen. Im Mai 1679 verabschiedeten sie ein weiteres Gesetz, das die Auflösung aller Truppen und das Verbot der Einquartierung ohne Zustimmung des Hauseigentümers vorsah. Die Kontroverse führte zum Sturz des konservativen Lord High Treasurer Thomas Osborne, 1. Earl of Danby. Ab August waren alle Horse Grenadier Guards mit 222 Pferden in den Royal Mews in London einquartiert.
Diese Grenadiere fungierten als berittene Infanterie und ritten mit den Horse Guards, kämpften jedoch zu Fuß mit Granaten und Musketen. (Zeitgenössische Dragoner kämpften ähnlich, jedoch ohne Granaten.) Dem 1st Troop of Horse Guards waren 80 Privates zugeteilt, die von einem Captain, zwei Lieutenants, drei Sergeanten und drei Korporalen kommandiert und von zwei Trommlern und zwei Oboisten begleitet wurden. Die Grenadiere des 2nd Troop of Horse Guards und der 3rd Troop of Horse Guards hatten keine Trommler, sondern nur zwei Sergeanten und zwei Korporale sowie jeweils sechzig Privates. Für den von 1661 bis 1683 bestehenden 4th Troop of Horse Guards wurden offenbar keine Grenadiere aufgestellt. Der 1687 aufgestellte 4th Troop of Horse Guards erhielt jedoch ein Grenadierkontingent.
Im November 1687 wurden die Horse Grenadier Guards von den Horse Guards abgetrennt und in den 1st, 2nd, 3rd und 4th Troop of Grenadiers aufgeteilt, jeweils einen für jeden der vier bestehenden Troops of Horse Guards. Wie bei den Horse Guards wurden die Kommandeure der Troops als Captain und Colonel geführt. Der 4th Troop wurde 1689 zusammen mit dem von ihr begleiteten 4th Troop of Horse Guards nach der Abdankung von König Jakob II. aufgelöst.
Die Horse Grenadier Guards kämpften 1690 in der Schlacht am Boyne unter dem Kommando von George Cholmondeley, damals Lieutenant-Colonel des 1st Troop of Horse Guards. Anschließend dienten sie im Pfälzischen Erbfolgekrieg in Flandern und kämpften abgesessen in der Schlacht bei Leuze und der Schlacht bei Steenkerke. 1693 wurden die drei Troops zu einem Troop, den Horse Grenadier Guards zusammengelegt, und Cholmondeley wurde zum Captain und Colonel ernannt. Ein weiterer Troop, der Scots Troop of Grenadiers, wurde 1702 als Teil der schottischen Armee aufgestellt und war mit dem Scots Troop of Horse Guards verbunden. Diese wurden 1709 in die britische Armee eingegliedert und zu 4th Troop of Horse Guards umbenannt, und der Scots Troop of Grenadiers wurden zum 2nd Troop of Horse Grenadier Guards, während der englische Trupp zum 1st Troop of Horse Grenadier Guards wurde.
1742 nahm der 2nd Troop of Horse Grenadier Guards zusammen mit dem 3rd und 4th Troops of Horse Guards zum Einsatz im Österreichischen Erbfolgekrieg ins Ausland geschickt. In der Schlacht bei Dettingen schützten sie den anwesenden König Georg II. Als Prince William, Duke of Cumberland, 1745 zum Oberbefehlshaber ernannt wurde und in Flandern eintraf, wurden die Horse Grenadier Guards unter John Lindsay, 20. Earl of Crawford, zu einer Brigade mit den Horse Guards und den Blues zusammengefasst. Ab 1746 bildeten die zwei Troops der Horse Grenadier Guards und die zwei verbliebenen Troops der Horse Guards zusammen die Household Cavalry.
Am 8. Juni 1788 wurden der 1st Troop of Horse Grenadier Guards vom 1st Troop of Horse Guards und der 2nd Troop of Horse Grenadier Guards vom 2nd Troop of Horse Guards absorbiert und am 25. Juni 1788 der 1st Troop of Horse Guards als 1st Regiment of Life Guards sowie der 2nd Troop of Horse Guards als 2nd Regiment of Life Guards jeweils zu einem Regiment umgegliedert. Die beiden Regimenter wurde 1922 als Life Guards zu einem einzigen Regiment verschmolzen, das seither die Tradition seiner Vorgängereinheiten weiterführt.

## Kommandeure
Captains und Colonels des 1st Troop of Horse Grenadier Guards waren:
- 1693–1715: General George Cholmondeley, 2. Earl of Cholmondeley
- 1715–1717: Lieutenant-General Richard Lumley, 2. Earl of Scarbrough
- 1717–1733: General John Fane, 7. Earl of Westmorland
- 1733–1735: Field Marshal Sir Robert Rich, 4. Baronet
- 1735–1738: Brigadier-General Sir Charles Hotham, 5. Baronet
- 1742–1745: Lieutenant-General Richard Temple, 1. Viscount Cobham
- 1745–1760: Field Marshal Richard Onslow
- 1760–1763: Major-General Thomas Howard, 2. Earl of Effingham
- 1763–1766: Lieutenant-General John West, Viscount Cantelupe
- 1766–1788: Field Marshal John Griffin, 4. Baron Howard de Walden

Captains und Colonels des 2nd Troop of Horse Grenadier Guards waren:
- 1702–1704: Colonel William Forbes, 13. Lord Forbes
- 1704–1713: Lieutenant-General John Lindsay, 19. Earl of Crawford
- 1714–1715: Lieutenant-General George Keith, 10. Earl Marischal
- 1715–1717: Major-General Henry Scott, 1. Earl of Deloraine
- 1717–1719: Colonel George Forrester, 5. Lord Forrester
- 1719–1736: Brigadier-General Hon. Henry Berkeley
- 1737–1740: Brigadier-General Francis Howard, 1. Earl of Effingham
- 1740–1743: Lieutenant-General John Lindsay, 20. Earl of Crawford
- 1743–1745: Field Marshal James O’Hara, 2. Baron Tyrawley
- 1745: General John Leslie, 10. Earl of Rothes
- 1745–1779: General William Stanhope, 2. Earl of Harrington
- 1779–1782: Field Marshal Jeffrey Amherst, 1. Baron Amherst
- 1782–1784: Field Marshal Prince Frederick, Duke of York and Albany
- 1784–1788: General Hugh Percy, 2. Duke of Northumberland